# Marek Jamrozy
Marek Jamrozy (ur. 16 czerwca 1944 w Mielcu, zm. 29 listopada 2012 w Krakowie) – polski gitarzysta big beatowy i popowy, kompozytor. W późniejszym okresie przedsiębiorca.

## Życiorys
Rodzina Jamrozych mieszkała na krakowskim Kazimierzu. Sąsiadami gitarzysty byli m.in. muzycy, a byli to: Jan Kudyk i Jerzy Fasiński. Od 1963 roku związany był z tamtejszym środowiskiem muzycznym. Wówczas to zadebiutował w big beatowej grupie Czarne Koty, by po jej rozpadzie zasilić zespół Ryszardy, a następnie Szwagry z którym dokonał nagrań radiowych, które ukazały się w 2017 roku nakładem Kameleon Records na płycie pt. Zrobimy huk. Nagrania archiwalne z lat 1965 / 1969 (KAMCD 67). W lutym 1967 roku dołączył do drugiego składu Skaldów, nagrywając z nimi część utworów na ich debiutancki album pt. Skladowie z 1967 (jego twarz znalazła się na zdjęciu zdobiącym jego okładkę, choć muzycy zespołu twierdzą, że nie ma tutaj utworów z jego udziałem) i drugi longplay pt. Wszystko mi mówi, że mnie ktoś pokochał z 1968 – oraz występując w filmie pt. Kulig, a także w programie telewizyjnym, zatytułowanym Listy śpiewające. W 1968 roku ukazał się również longplay pod tym samym tytułem z wyborem piosenek zespołu z tego widowiska – na stronie A krążka (Muza XL0517). Zaś w 2012 roku na płycie kompaktowej komplet nagrań z Listów śpiewających (Kameleon Records KAMCD 15), w tym część z nich z udziałem gitarzysty. Jako członek Skaldów wystąpił także na IV Krajowym Festiwalu Piosenki Polskiej w Opolu, na Festiwalu Piosenki Żołnierskiej w Kołobrzegu i podczas ich tournée po ZSRR. W sierpniu 1968 roku odszedł z zespołu i rozpoczął współpracę z Piwnicą pod Baranami, wchodząc w skład zespołu Ewy Demarczyk z którą w tym okresie był związany uczuciowo, a także współpracując z awangardowym duetem gitar elektrycznych Vox Gentis, który tworzyli Marek Jackowski i Zbigniew Frankowski. Zdał także maturę. W 1969 roku belgijska telewizja nakręciła i wyemitowała film dokumentalny pt. Ewa Demarczyk in Brussels z udziałem piosenkarki i jej grupy z którą muzyk współpracował. W 1971 roku powstał film krótkometrażowy pt. Tyle czasu do zmierzchu z muzyką Zygmunta Koniecznego w wykonaniu gitarzysty. W latach 70. jako gitarzysta i klawiszowiec wchodził w skład zespołu Fang, który wraz z nim współtworzyli: Paweł Birula (śpiew, gitara; później Exodus), Andrzej Lechowski (skrzypce; później Old Metropolitan Band), Marek Patrzałek (gitara basowa; później m.in. Wały Jagiellońskie) i Andrzej Popiel (perkusja; później Anawa), którego miejsce po pewnym czasie zajął Zbigniew Fyk (później Exodus). W późniejszych latach zajmował się m.in. kaletnictwem, był także hodowcą zwierząt. Zmarł 29 listopada 2012 roku i został pochowany na Cmentarzu Prądnik Czerwony w Krakowie (kwatera CCCXV-8-12).